# 1I/'Oumuamua
1I/'Oumuamua, noto anche come 2017 U1, è il primo asteroide interstellare classificato come tale. L'esistenza di asteroidi interstellari come pure di comete interstellari è stata teorizzata da decine di anni, ma fino alla scoperta di 2017 U1 l'esistenza di questi tipi di oggetti era solo un'ipotesi.
La sua scoperta ha imposto alla IAU la necessità di stabilire una nuova denominazione nonché di dare un nome all'oggetto. In tempi molto rapidi l'oggetto è stato quindi denominato ufficialmente 1I/'Oumuamua, in cui il numero 1 indica che si tratta del primo oggetto di questo tipo catalogato, la I proviene dall'indicazione Interstellare, mentre ʻOumuamua (con l'ʻOkina iniziale) significa "messaggero che arriva per primo da lontano" o "messaggero da un lontano passato" in lingua hawaiana (ʻou significa "raggiungere" e mua "prima, in anticipo"),  in onore dell'arcipelago dove è situato l'osservatorio che ne ha effettuato la scoperta. Sono accettabili anche le denominazioni 1I, 1I/2017 U1, e 1I/2017 U1 ('Oumuamua). Un recente studio condotto da due astrofisici dell’Arizona State University, Steven Desch e Alan Jackson della School of Earth and Space Exploration, ha ipotizzato che si tratta di un frammento di un pianeta simile a Plutone proveniente da un altro sistema planetario.
Anche se la designazione 1I indica "1º interstellare", in realtà il primo oggetto interstellare osservato è stata la polvere raccolta nel 2004 tramite la sonda NASA/ESA Ulysses),

## Scoperta
L'asteroide è stato scoperto il 18 ottobre 2017 da Robert J. Weryk, un membro del team che lavora al Pan-STARRS, e alcuni giorni dopo sono state rintracciate immagini di prescoperta risalenti al 14 e al 17 ottobre 2017.

## Traiettoria iperbolica
Al contrario dei corpi celesti appartenenti al sistema solare, 2017 U1 ha un'orbita iperbolica: per quanto una parte delle comete mostri orbite definite iperboliche, si tratta di una definizione derivante dalla mancanza di sufficienti dati osservativi o di modalità di calcolo. Per esempio, sostituendo il centro del Sole con il baricentro del sistema solare, quasi tutte le orbite paraboliche spariscono, sostituite da orbite ellittiche a lunghissimo periodo. In alcuni casi, invece, si hanno effettive orbite iperboliche, come nel caso della C/1980 E1 Bowell, ma questi casi dovuti a perturbazioni causate da Giove.
L'asteroide ha raggiunto il punto di massima vicinanza al Sole, 38 milioni di km, il 9 settembre 2017 e la minima distanza dalla Terra, circa 24 milioni di km, il 14 ottobre 2017, quattro giorni prima di essere scoperto.
Alla velocità attuale di 50 km/s rispetto alla Terra, un ipotetico caso di collisione col pianeta l'asteroide sprigionerebbe un'energia dell'ordine dei 300 megatoni, essendo 1 megatone pari a 4,18×1015 J e possedendo 'Oumuamua un'energia cinetica data dalla formula E = 0,5 × m × v²  = 0,5 × (3400 kg/m³) × (281 750 m³) × (50 000 m/s)².

## Caratteristiche orbitali
1I/'Oumuamua sembra provenire all'incirca dalla direzione della stella Vega nella costellazione della Lira, a 18H 40m 34s (280,14°) di ascensione retta e +34,15° di declinazione. Questo punto è situato a circa 6° di distanza dalle coordinate celesti dall'apice solare: l'apice solare è il punto verso cui apparentemente sembra dirigersi il sistema solare; si tratta in effetti del punto di tangenza del sistema solare rispetto al baricentro della nostra galassia: è anche il punto da cui più probabilmente dovrebbero pervenire nel sistema solare corpi celesti estranei ad esso ed è altamente significativo che 2017 U1 provenga da una direzione a soli 6° di distanza da esso. Statisticamente c'è una possibilità su 1800 che questo fatto sia casuale. Un arco di osservazione di due settimane aveva verificato una traiettoria fortemente iperbolica e la sua velocità relativa rispetto al sistema solare di 26,22 km/s.
A metà novembre del 2017 gli astronomi erano certi che si trattasse di un oggetto interstellare. L'eccentricità orbitale di ʻOumuamua è 1,20, la più alta mai osservata, fino alla scoperta di 2I/Borisov nell'agosto 2019. Un'eccentricità superiore a 1,0 significa che un oggetto supera la velocità di fuga dal Sole e che potrebbe fuggire nello spazio interstellare. Mentre un'eccentricità leggermente superiore a 1,0 può essere ottenuta mediante incontri con i pianeti, come è accaduto con il precedente detentore del record, C/1980 E1, l'eccentricità di ʻOumuamua è così alta che non può verificarsi a causa di un incontro con uno qualsiasi dei pianeti del sistema solare. Anche i pianeti sconosciuti nel Sistema Solare, se mai dovessero esistere, non potrebbero spiegare la traiettoria di ʻOumuamua, né aumentare la sua velocità relativa a quella osservata. Per questi motivi, ʻOumuamua non può che essere di origine interstellare.
ʻOumuamua è entrato nel sistema solare da nord rispetto al piano dell'eclittica, l'attrazione gravitazionale del Sole ha causato un'accelerazione dell'oggetto fino a raggiungere la sua velocità massima di 87,71 km/s, passando, il 6 settembre a sud del piano dell'eclittica e raggiungendo il perielio il 9 settembre, avvenuto a una distanza di 0,255 UA dal Sole. Il 14 ottobre ha attraversato l'orbita terrestre, a una distanza minima di 0,1618 UA (24,2 milioni di km) dalla Terra, il 1 novembre quella di Marte, oltre l'orbita di Giove nel maggio 2018, oltre quella di Saturno nel gennaio 2019 e oltre quella di Nettuno nel 2022. ʻOumuamua continuerà a rallentare fino a raggiungere una velocità di 26,33 chilometri al secondo (94800 km/h) rispetto al Sole, la stessa velocità che aveva prima del suo avvicinamento al sistema solare. Il passaggio ravvicinato col Sole ha modificato la sua traiettoria originaria e ora sta viaggiando in direzione di un punto situato nella costellazione del Pegaso
Durante il passaggio al perielio è stata registrata un'accelerazione non gravitazionale pari a circa 0,000005 m/s². Questa potrebbe venire spiegata come effetto della radiazione solare se 'Oumuamua avesse uno spessore compreso tra 0,3 e 0,9 mm, ovvero fosse una "vela solare" artificiale. L'accelerazione non gravitazionale registrata richiederebbe l'applicazione ad 'Oumuamua di una forza pari a 4800 N, assumendo per l'asteroide densità analoga a quella di Vesta (3400 kg/m³), in base all'equazione del moto F = m × a e alle dimensioni ipotizzate di 230 × 35 × 35 m, pari a un volume di 281750 m³.

## Caratteristiche fisiche
Da osservazioni spettroscopiche è stato ipotizzato che sulla superficie di 'Oumuamua sia presente uno strato di materiale organico spesso circa 50 cm. Si suppone che questa impedisca la sublimazione del ghiaccio contenuto al suo interno, ostacolando quindi la formazione della scia che ci si aspetterebbe con questo tipo di traiettoria rispetto al Sole.
Il suo periodo di rotazione sembra essere maggiore di 5 ore, la sua luminosità varia di 2,5 magnitudine, indice di una forma allungata lontana dalla forma sferica; una spiegazione alternativa potrebbe essere una notevole variabilità dell'albedo: questi dati devono essere verificati. Nello studio si afferma inoltre che non è stata riscontrata alcuna evidenza di una chioma, di una coda, né altre attività cometarie come la presenza di materiale volatile.
Sergey Mashchenko, astrofisico della McMaster University, ha valutato i modelli della luminosità dell’oggetto, concludendo che la probabilità che 'Oumuamua avesse la forma di un sigaro era ridotta, mentre la probabilità che avesse la forma di un disco sottile era del 91 per cento circa.
In un articolo pubblicato nel 2018 da Abraham Loeb e Shmuel Bialy si afferma che, per poter giustificare la graduale accelerazione di 'Oumuamua, lungo una traiettoria che deviava da quella determinata dalla sola forza di gravità del Sole, l’oggetto doveva avere uno spessore inferiore al millimetro e un diametro di almeno venti metri: solo in tal caso, infatti, la forza della radiazione solare avrebbe avuto l’effetto osservato su 'Oumuamua.

## Provenienza
Pur non essendo disponibili sufficienti dati tali da determinare da quale sistema stellare provenga l'asteroide, uno studio basato sulla sua composizione farebbe supporre che 1I/'Oumuamua possa provenire da una coppia di stelle orbitante intorno ad un centro comune di massa.
Uno studio pubblicato a giugno 2018, basato sull'analisi dei dati ricavati da osservazioni precedenti, suggerisce che questo corpo celeste sia una cometa, sebbene non abbia mostrato alcuna attività cometaria in modo evidente. Infatti, la sua traiettoria è risultata modificata da azioni non gravitazionali che potrebbero essere state determinate da getti liberatisi nell'attraversamento del sistema solare interno. Lo studio ha inoltre determinato che il corpo è entrato nel sistema solare dalla direzione della costellazione della Lira. Questo lavoro, dovuto ad una collaborazione internazionale, ha visto coinvolti gli astronomi italiani Marco Micheli della ESA-ESRIN di Frascati, che ha scoperto tali effetti non-gravitazionali, e Davide Farnocchia collaboratore al JPL.
Il professore dell'Università di Harvard Avi Loeb sostiene che 'Oumuamua potrebbe essere un artefatto alieno. Tale ipotesi rimane sostanzialmente speculativa. Maggiori informazioni potranno forse provenire dallo studio di altri eventuali futuri oggetti con traiettorie interstellari: a tal fine sono state proposte alcune possibili missioni spaziali nel caso venissero avvistati, con sufficiente anticipo rispetto al perielio, altri oggetti con traiettorie nettamente iperboliche.
La scoperta di 'Oumuamua e della sua provenienza extrasolare ha ispirato il romanzo di fantascienza Wormhole, di Umberto Guidoni e Donato Altomare.